# 小南門線
小南門線為台北捷運營運中的路線，屬於高運量系統。初期路網時曾作為支線獨立營運，稱為小南門營運區間。2013年11月24日起延駛至新店線台電大樓站。2014年11月15日起以松山新店線模式營運。

## 概要
小南門線全程為地下段，由西門站經小南門站至中正紀念堂站，全長1.6公里。本線最初與南港線同時施工，作為板南線電聯車轉往北投機廠維修保養的「維護軌」使用，且為了達到平行轉乘的目的，因此本線兩端均設有橫渡線，一組設在西門站北端聯絡南港線，一組於中正紀念堂站南端與淡水線銜接。意即，小南門線是淡水、新店、中和線連接板南線唯一且重要的聯絡線。列車若需要互通，必須利用小南門線才可到達。因此，在南港機廠啟用前，板南線須倚靠本線調度發車，故本線於南港機廠啟用後才開始載客營運。
獨立營運期間使用小南門線的乘客，除了往返西門、小南門、中正紀念堂3站週邊地區的乘客外，尚有在初期路網兩條幹線：淡水線及板南線間轉乘的乘客。小南門線的跨月台平行轉乘換線方便、發車時間固定（固定0、5分發車），2013年11月以單列車、單線雙向營運，班距為10分鐘1班。
2013年11月信義線通車，北投－台電大樓區間車取消，為補足中正紀念堂站至古亭站間轉乘區的班距，將行駛區間南延至台電大樓站與新店線主線交錯發車，班距縮短至尖峰6分、離峰8分。2014年11月15日松山線通車併入主線後，班距再縮短至尖峰3分、離峰4～5分。
本線使用371型3系及381型列車，過去曾使用321型、341型。

## 歷史
- 1991年1月：新店線開工
- 1999年12月24日：隨板南線「市政府－龍山寺」段正式啟用通車，本線在南港機廠完工啟用前先做為板南線列車迴送北投機廠用軌道（維護軌）。
- 2000年8月31日：隨「西門－中正紀念堂」段正式通車啟用，為新店線獨立運行區間。
- 2001年9月17日：納莉颱風侵襲台灣，新店線古亭站以北及本線全線淹水，台北捷運所有路線停駛，9月19日起新店線採用「新店－古亭」模式行車；而因為行控中心無法運作，營運部分只能降低車速及拉長班距。
- 2013年3月24日：中正紀念堂站1號出口配合未來萬大線與紅線、綠線站內轉乘封閉施工，2號月台為配合出口施工暫停開放，改由4號月台作為發車用月台，直到11月23日為止。
- 2013年11月24日：隨信義線通車，原「北投－台電大樓」列車取消，本線區間向南延伸至新店線台電大樓站，改為「西門－台電大樓」營運區間。
- 2014年4月8日：台北市政府公布松山線通車後的營運模式，松山線與小南門線、新店線直通運行，新店線不再與淡水線直通運行，本線在松山線通車後與松山線、新店線直通運行，不再獨立營運。
- 2014年10月18日：松山線進行系統試運轉，西門站、小南門站回歸原始設計，固定月臺發車方向，到2014年11月14日。
- 2014年11月15日：松山線通車，本路段併入松山新店線[1][5]。

## 列車運行方式
目前營運模式：
- 「松山－新店」：2014年11月15日松山線通車後，新店線不再與淡水線直通營運，改經由小南門線與松山線直通營運，「淡水－新店」列車取消，此為全程車模式[6]。
- 「松山－台電大樓」：松山線通車後，「西門－台電大樓」列車延駛至松山線，成為區間車，23時後不開行。

廢止營運模式：
- 「西門－中正紀念堂」：小南門線於2000年與板南線「龍山寺－新埔」路段通車後，為不影響正線列車[註 3]行駛而先行成為一個獨立營運區間。
- 「西門－台電大樓」：2013年因應原「北投－台電大樓」模式取消，為補足原中正紀念堂站、古亭站的班距，原小南門線直接延駛至新店線台電大樓站，至2014年11月14日為止[3]。

## 營運時間與班距
- 營運時間：05:50～00:50
- 平均班距：
  - 平常日（週一至週五）
    - 尖峰時段（07:00～09:00，17:00～19:30）：約3分鐘。
    - 離峰時段：約6～8分鐘。
    - 23:00以後：約12分鐘。

  - 例假日（週六、週日及國定假日）
    - 06:00～09:00：約8～10分鐘
    - 09:00～23:00：約6～8分鐘。
    - 23:00以後：約12分鐘。[7]

## 車站
| 車站編號       | 車站名稱            | 車站名稱 | 交會路線                    | 站體型式 | 所在地   | 所在地        |
| 車站編號       | 中文                | 英文     | 交會路線                    | 站體型式 | 所在地   | 所在地        |
| -------------- | ------------------- | -------- | --------------------------- | -------- | -------- | ------------- |
| 小南門線       |                     |          |                             |          |          |               |
| （上接松山線） |                     |          |                             |          |          |               |
| G12            | 西門                |          | 板南線                      | 地下     | 臺 北 市 | 中正區 萬華區 |
| G11            | 小南門              |          |                             | 地下     | 臺 北 市 | 中正區        |
| G10            | 中正紀念堂 （南門） |          | 淡水信義線 萬大-中和-樹林線 | 地下     | 臺 北 市 | 中正區        |
| （下接新店線） |                     |          |                             |          |          |               |

## 紀念章
本線於2015年2月11日開始採用「車站專屬紀念章戳」，各站的紀念章如下：
- 小南門站：

國立歷史博物館、植物園荷花池畔、小南門。